# ویلیام آکوآولا

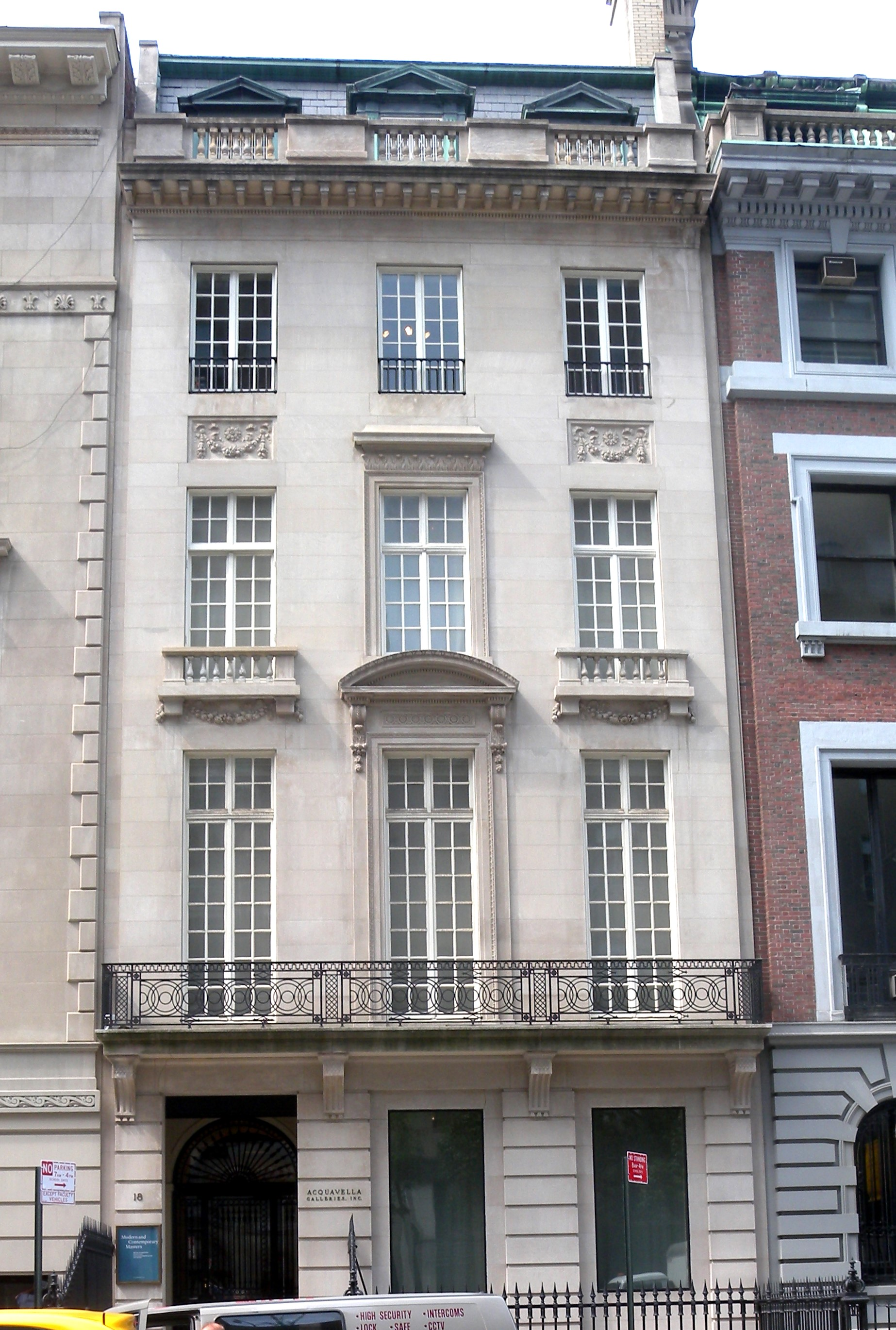
ساختمان گالری آکوآولا در شهر نیویورک - ۲۰۱۰

ویلیام آکوآولا (به انگلیسی: William R. Acquavella) یکی از برجسته‌ترین دلال‌های هنری جهان است. او مالک «گالری آکوآولا» در شهر نیویورک است.
وی خود مجموعه‌دار هنری است و آثاری از هنری ماتیس، خوان میرو، پابلو پیکاسو و ادوارد لگار را در مجموعهٔ شخصی خود دارد.